# Pherecydes livens
Pherecydes livens är en spindelart som beskrevs av Simon 1895. Pherecydes livens ingår i släktet Pherecydes och familjen krabbspindlar.
Artens utbredningsområde är Tunisien. Inga underarter finns listade i Catalogue of Life.